# Big Comic Original
Big Comic Original (яп. ビッグコミックオリジナル) — японский манга-журнал, выпускаемый каждые две недели издательством Shogakukan. В журнале печатается сэйнэн-манга, направленная на взрослых мужчин и подростков старшего возраста. Журнал выходит с 1972 года по настоящее время. По данным на 2008 год, его тираж превышает 830 тыс. экземпляров. Входит в тройку самых продаваемых сэйнэн-изданий современности вместе с Young Jump и Young Magazine.

## Манги, выходящие в Big Comic Original
- Адати Мицуру
  - Bouken Shonen
  - Jinbe
- Хасимото Мицуо
  - Station
- Хироканэ Кэнси
  - Human Crossing (сюжет — Ядзима Масао)
- Кодзима Ко
  - Hige to Boin (с 1974)
- Накаяма Масаки
  - PS Rashomon (сюжет — Ядзима Масао)
- Мидзусима Синдзи
  - Abu-san
- Урасава Наоки
  - Master Keaton
  - Monster
  - Pineapple Army (сюжет — Кадзуя Кудо)
  - Pluto
- Синъити Исидзука
  - Gaku: Minna no Yama
- Рёхэй Сайган
  - San Choume no Yuuhi